# Jamides timon
Jamides timon är en fjärilsart som beskrevs av Grose-smith 1895. Jamides timon ingår i släktet Jamides och familjen juvelvingar. Inga underarter finns listade i Catalogue of Life.